# Витратомір за змінним перепадом тиску

Витратоміри змінного перепаду тиску (ВЗПТ). Використовуються при контролі витрат рідких і газоподібних середовищ. Дозволяють вимірювати великі витрати середовищ при високому внутрішньому тиску в трубопроводах.
Принцип роботи заснований на вимірюванні перепаду тиску, що виникає на спеціальному звужувальному пристрої, вміщеному в трубопроводі. Види звужувальних пристроїв показано на рис.
Перепад тиску Δp = p1 – p2  виникає у відповідності із законом Бернуллі.
Достатня точність контролю забезпечується тільки стандартними звужувальними пристроями (на рис.  а, б, в), які виготовляються з високою точністю зі спеціальних сталей. Для чистих рідин і газів застосовують нормальні діафрагми, для контролю витрати пульп і суспензій рекомендується вико-ристовувати сопло або трубу Вентурі , робочі поверхні яких для підвищення зносостійкості можуть футеруватися різними стійкими до стирання матеріалами (наприклад, кам’яне литво) або ґумуватися (покриття ґумою). 